# Hohe Warte (Elgersburg)
Die Hohe Warte ist ein Berggipfel im Thüringer Ilm-Kreis. Er stellt einen Nebengipfel des 799 m ü. NHN hohen Rumpelsberges, eines von den Tälern der Zahmen Gera und Ilm eingerahmten Bergmassivs, dar. Er überragt mit einer Höhe von 765 m ü. NHN die südöstlich unter ihm liegende Ortschaft Elgersburg, auf deren Gemarkung er steht, um ca. 200 Meter.
Der Berg ist über eine größtenteils asphaltierte Straße (L2645) von Elgersburg aus mit dem Auto zu erreichen oder zu Fuß von Manebach, Elgersburg, Geraberg oder vom Mönchhof.

## Aussichtsturm
Auf dem Gipfel steht die am 27. August 1911 eingeweihte Carl-Eduard-Warte (Lage), die von der Carl-Eduard-Stiftung errichtet wurde, nachdem zwei Vorläufertürme nicht den herrschenden Wetterbedingungen gemäß gebaut worden waren und abgerissen werden mussten.

### Baugeschichte
Der erste Turm konnte vom Elgersburger Badearzt Sanitätsrat Hermann Piutti (1812–1865) aus Mitteln der Verschönerungskasse der Badeanstalt im Jahre 1858 errichtet werden. Er fiel am 1. November 1859 einem heftigen Sturm zum Opfer. Der zweite, festere Turm wurde 1860 gebaut, er musste jedoch wegen Baufälligkeit bereits nach sechs Jahren abgerissen werden. 1899 wurde in Elgersburg durch den Badearzt und Kurhausbesitzer Dr. Barwinski der Verein "Elgersburger Ritterschaft" gegründet, der den Vereinszweck hatte, die Geselligkeit zu pflegen und einen massiven Turm auf dem Hohewartekopf zu errichten. Nach der Annahme eines Entwurfs von 1909 fand die Grundsteinlegung am 18. September 1910 statt, nachdem durch Spenden 30.000 Mark zusammengekommen waren. Die Bauarbeiten übernahm die Firma Kögler aus Ilmenau, der Porphyrsteinbruch in der Nähe lieferte das meiste Baumaterial. Zu Winterbeginn mussten die Arbeiten bei einer Turmhöhe von sieben Metern unterbrochen werden. Im darauf folgenden Frühjahr setzte man die Arbeiten fort. Gleichzeitig wurde das nebenan stehende Wirtschaftsgebäude errichtet. Am 27. August 1911 fand die Einweihungsfeier statt, das Wirtschaftsgebäude stand im Rohbau. Anwesend waren der 27-jährige Herzog Carl Eduard von Sachsen-Coburg und Gotha, seine 26-jährige Frau, Herzogin Victoria Adelheid, Staatsminister Ernst von Richter, Landtagspräsident Otto Liebetrau, der Apotheker Kleeberg (Burggraf Elger XXX. der Elgersburg), das Patenkind der Elgersburger Ritterschaft, Hiltrud Kleeberg, und zahlreiche Festgäste. Entgegen einem Kostenvoranschlag von 26.000 Mark beliefen sich die Gesamtkosten nunmehr auf 64.000 Mark, was die Ritterschaft in arge Bedrängnis brachte. Es wurde Notgeld herausgebracht, aus dessen Reingewinn man die meisten Schulden zurückzahlen konnte. Der erste Wirt war der Besitzer des Hotels "Herzog Ernst" aus Elgersburg, Paul Merker.

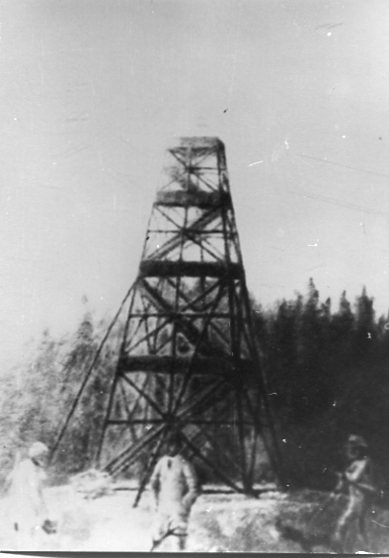
Holzturm von 1858
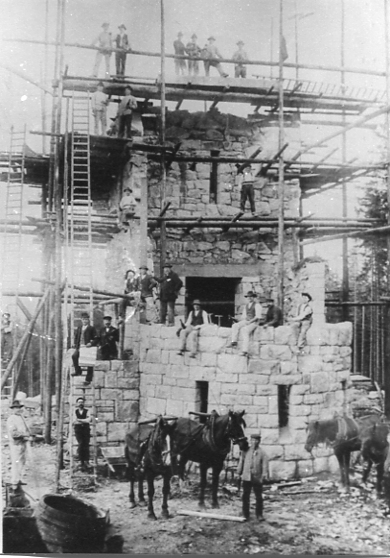
Carl Eduard-Turm im Bau 1910
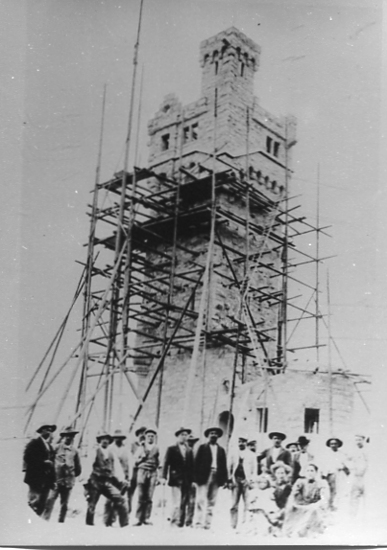
Carl Eduard-Turm vor Vollendung im Sommer 1911
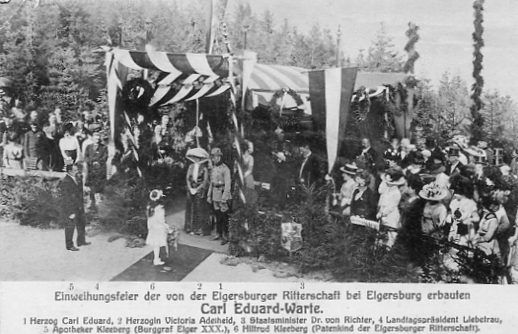
Einweihungsfeier am 27. August 1911 mit Herzog Carl Eduard und Gefolge
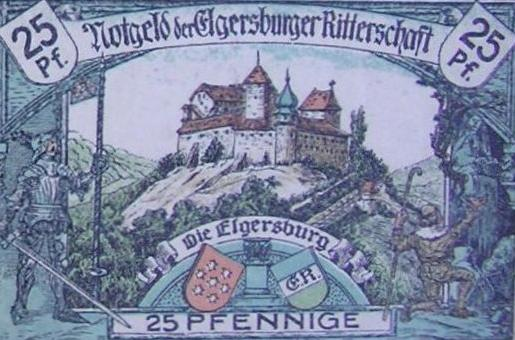
Notgeldschein

Vom 33 Meter hohen Aussichtsturm hat man bei klarem Wetter eine gute Aussicht zum Schneekopf mit Gehlberg, zum Inselsberg, nach Oberhof, nach Gotha und Erfurt, zum Ettersberg bei Weimar, nach Ilmenau, sowie auf die umliegenden Orte Geschwenda, Geraberg, Elgersburg mit den Autobahnbrücken „Zahme Gera“ und „Reichenbachtal“.
Außerdem befindet sich auf dem Gipfel eine Ausflugsgaststätte mit Biergarten, in der auch die Eintrittskarten für die Turmbesteigung verkauft werden.

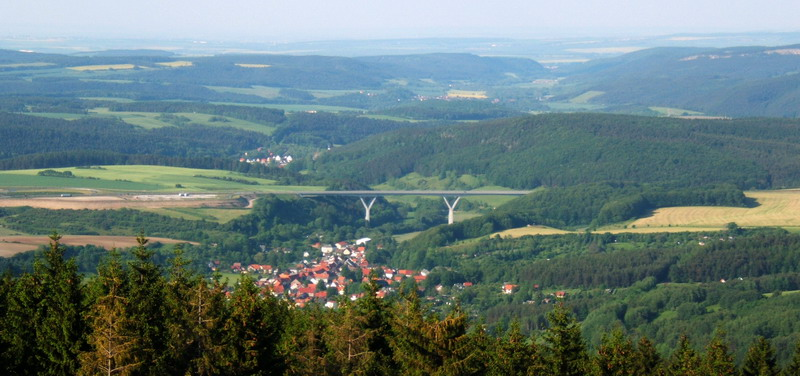
Blick vom Carl-Eduard-Turm auf Geraberg und die A71-Brücke „Zahme Gera“ (Blick nach NO)
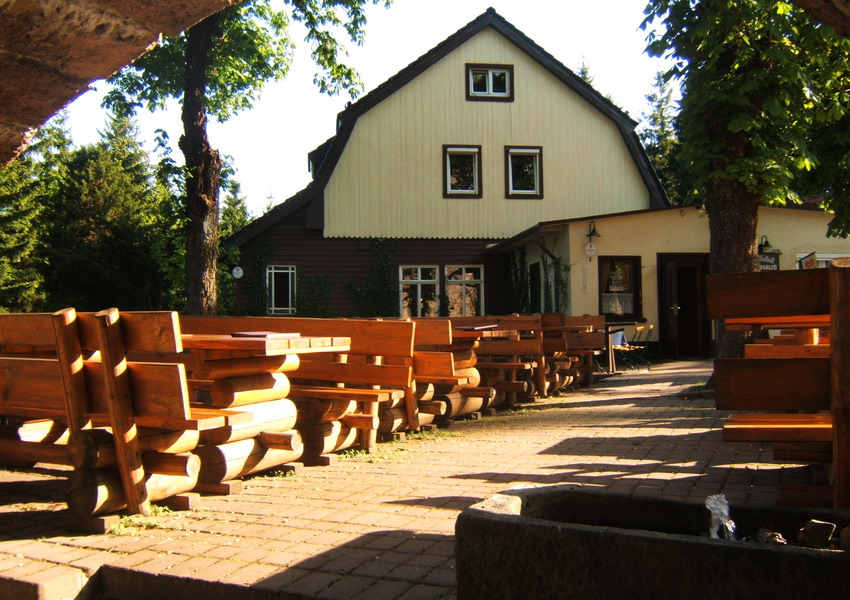
Gaststätte auf der Hohen Warte
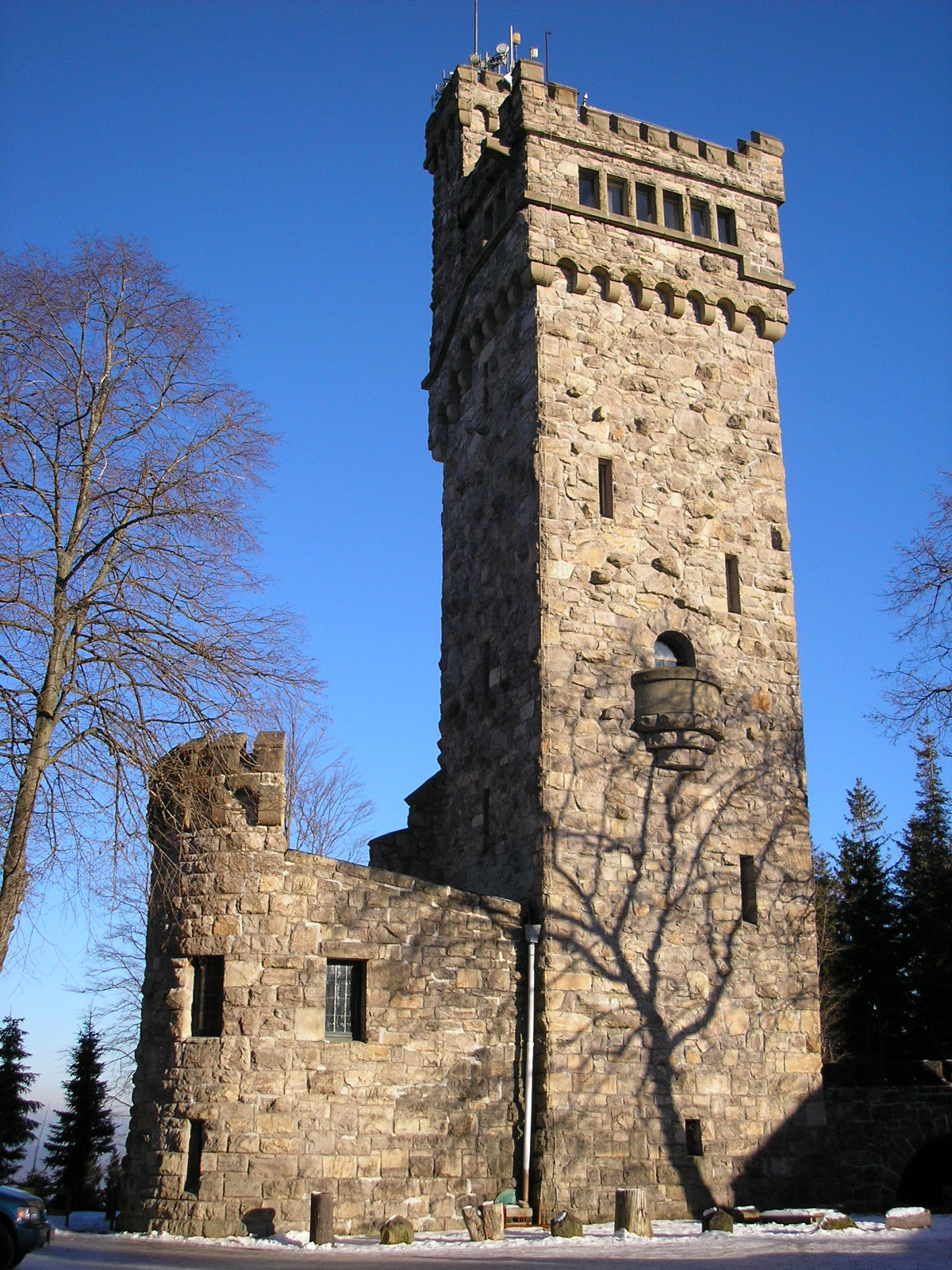
Der Turm im Winter
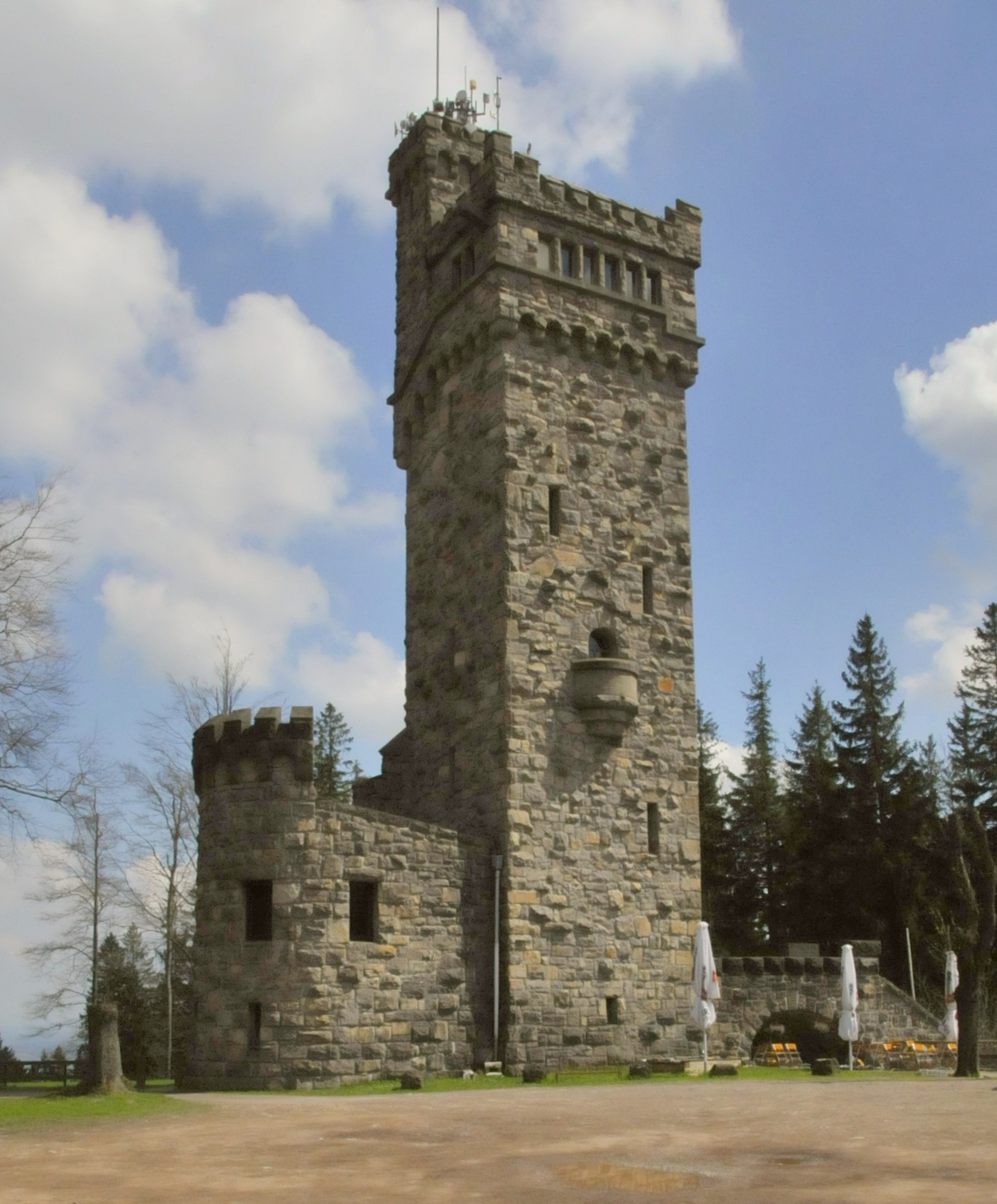
Der Turm im Mai 2012
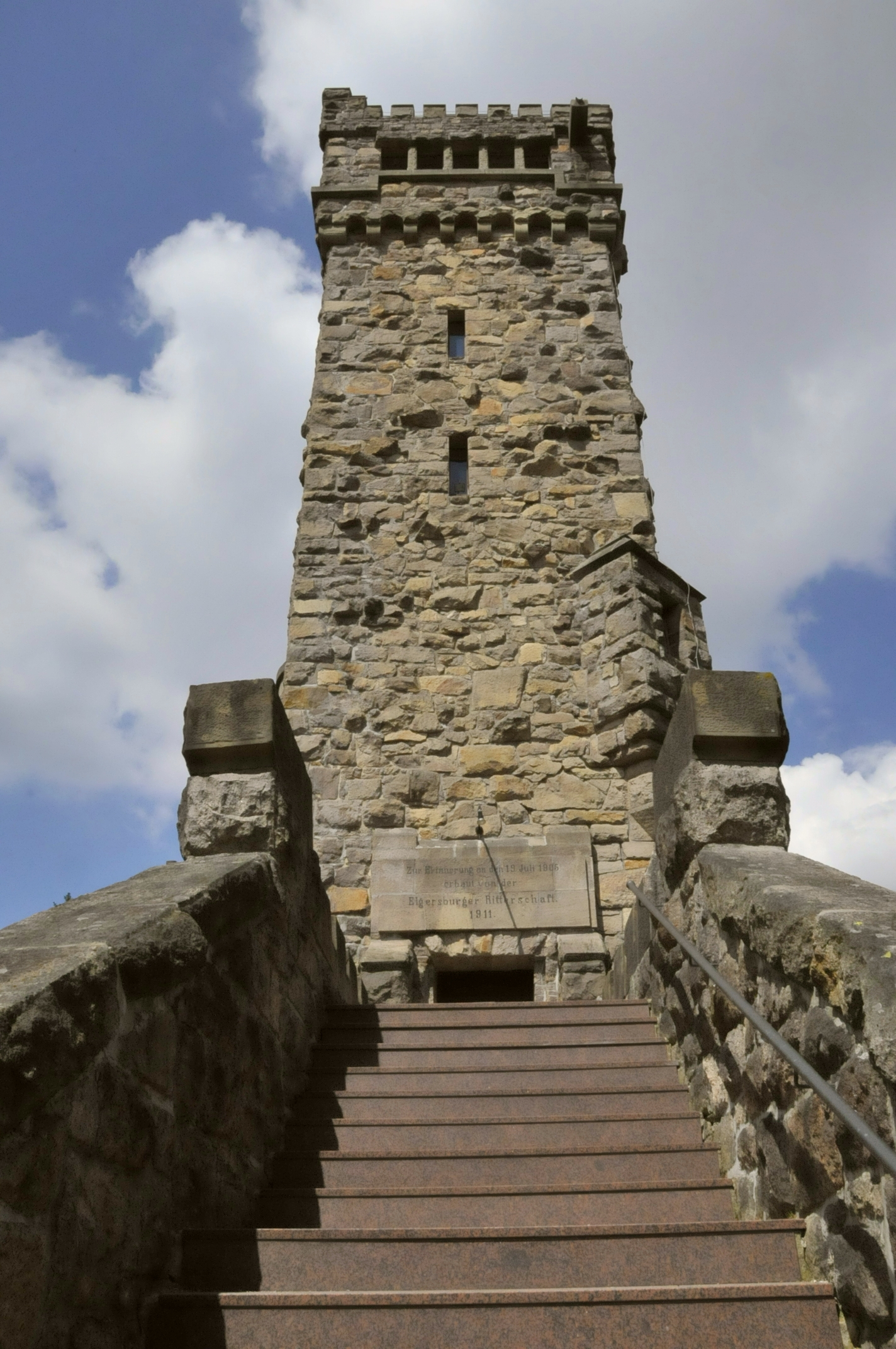
Der Treppenaufgang